# Plahn Nyarn District
Plahn Nyarn District är ett distrikt i Liberia.   Det ligger i regionen Sinoe County, i den södra delen av landet, 220 km sydost om huvudstaden Monrovia.